# Quân Giải phóng Nhân dân Trung Quốc
Quân Giải phóng Nhân dân Trung Quốc (giản thể: 中国人民解放军, phồn thể: 中國人民解放軍, phiên âm Hán Việt: Trung Quốc Nhân dân Giải phóng Quân), gọi tắt là Giải phóng quân, cũng được gọi là Quân đội Trung Quốc, là lực lượng vũ trang chủ yếu của Cộng hoà Nhân dân Trung Hoa và là một nhánh phụ của Bộ Quốc Phòng. Đây là đội quân thường trực lớn nhất thế giới và bao gồm 5 lực lượng: Lục quân, Hải quân, Không quân, Tên Lửa chiến lược và Chi viện Chiến lược. Trong thời điểm xảy ra chiến tranh thì Cảnh sát Vũ trang sẽ là một nhánh của Quân Giải phóng Nhân dân Trung Hoa.

## Quân huy, quân kỳ, quân ca
Quân huy Giải phóng quân Nhân dân Trung Hoa, còn gọi là "Quân huy Bát nhất", hình ngôi sao năm cánh màu đỏ viền vàng, bên trong khảm hai chữ "bát nhất" (八一.)Ngôi sao đỏ tượng trưng cho nhân dân Trung Quốc đã được giải phóng, hai chữ "bát nhất" biểu thị ngày mồng 01 tháng 08 năm 1927, ngày Đảng Cộng sản Trung Quốc phát động cuộc khởi nghĩa Nam Xương, được xem là ngày thành lập Giải phóng quân Nhân dân Trung Hoa .
Quân kỳ Giải phóng quân Nhân dân Trung Hoa, còn gọi là "Quân kỳ Bát nhất", nền màu đỏ, hình chữ nhật, tỉ lệ giữa chiều dài và chiều rộng là 5:4, góc trên bên trái gần cán cờ có một ngôi sao vàng năm cánh và hai chữ "bát nhất" màu vàng, biểu thị kể từ ngày thành lập đến nay ánh sao xán lạn của Giải phóng quân Nhân dân Trung Hoa đã chiếu rọi khắp Trung Quốc .
Quân ca Giải phóng quân Nhân dân Trung Hoa là bài "Hành khúc Giải phóng quân Nhân dân Trung Hoa", nguyên thủy là ca khúc thứ tám có tên là "Hành khúc Bát lộ quân", trong tổ ca "Đại hợp xướng Bát lộ quân" do nhà thơ Công Mộc (公木) và nhạc sĩ người Triều Tiên Trịnh Luật Thành (鄭律成) cùng hợp tác sáng tác.

## Thể chế

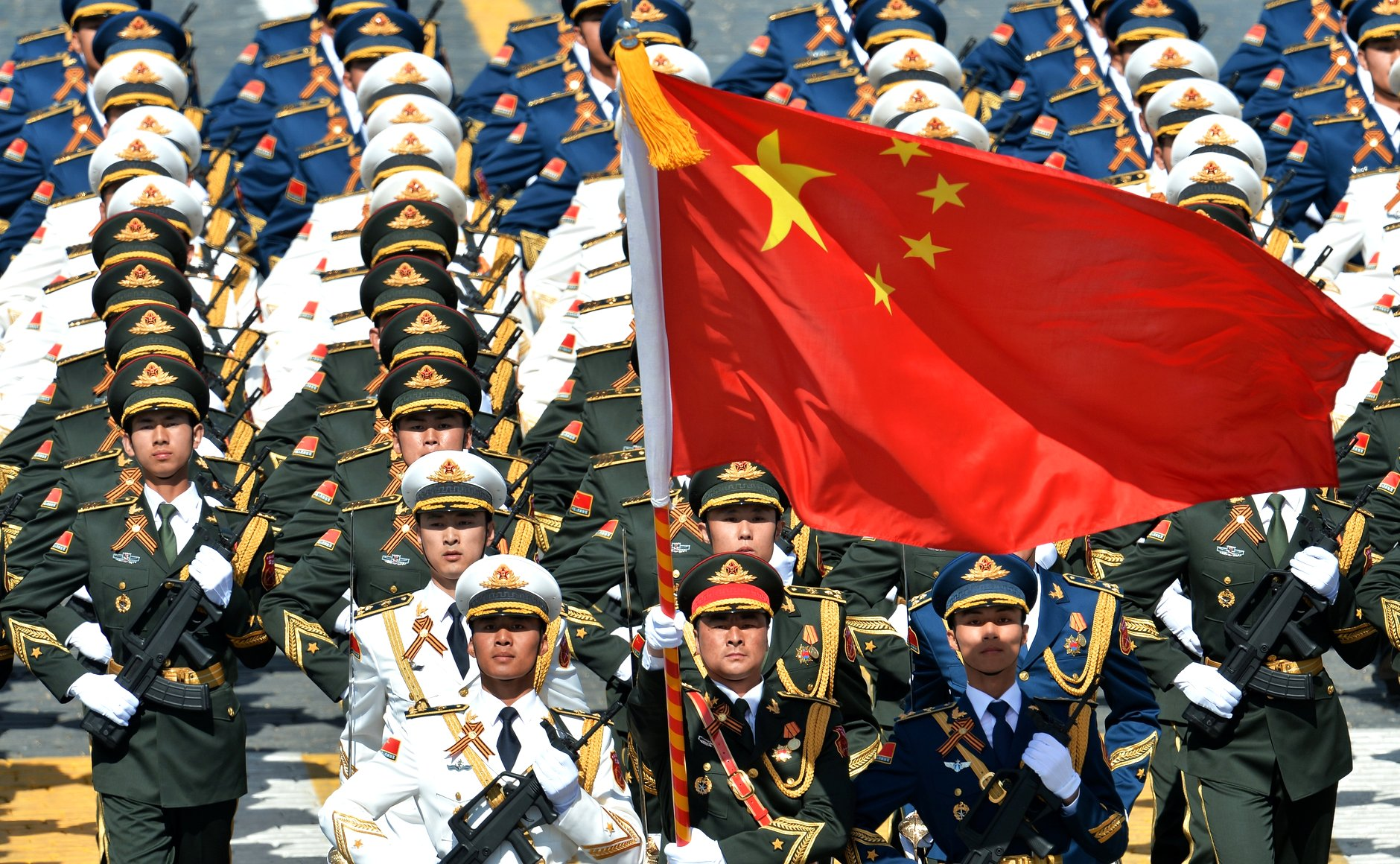
Đội nghi trượng ba quân chủng Hải-Lục-Không quân Quân Giải phóng Nhân dân Trung Quốc trong lễ duyệt binh tại Nga năm 2015

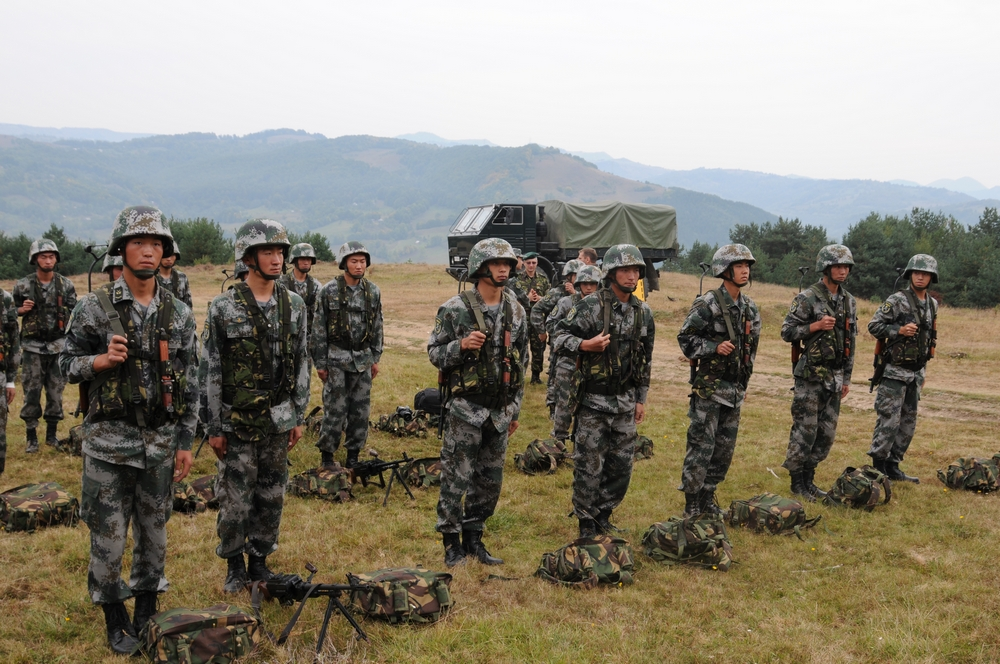
Quân nhân Quân giải phóng Nhân dân Trung Quốc tại trại huấn luyện năm 2009

Sự lãnh đạo của Đảng Cộng sản Trung Quốc là một nguyên tắc cơ bản trong hệ thống chỉ huy của Quân đội Trung Quốc. Giải phóng quân Trung Quốc không chịu sự cai quản của Quốc vụ viện mà chịu sự cai quản của hai Ủy ban Quân sự Trung ương (Quân ủy Trung ương), một cơ quan thuộc Nhà nước (Ủy ban Quân sự Trung ương Cộng hòa Nhân dân Trung Hoa), còn một cơ quan thì thuộc Đảng (Ủy ban Quân sự Trung ương Đảng Cộng sản Trung Quốc). Trên thực tế, hai cơ quan này không xung đột vì ủy viên của hai cơ quan này thường đồng nhất với nhau. Thông thường, chỉ có một vài tháng trong mỗi năm năm thì ủy viên của hai hội đồng này mới khác nhau, đó là trong giai đoạn giữa một đại hội đảng, khi uỷ viên của Quân ủy Trung ương thay đổi và kỳ họp của Quốc hội Trung Quốc, khi Quốc hội bầu ra Ủy ban Quân sự Trung ương Nhà nước. Ủy ban Quân sự Trung ương Đảng thực hiện trách nhiệm theo quyền hạn được quy định trong Hiến pháp Cộng hòa Nhân dân Trung Hoa và theo Luật Quốc phòng Cộng hòa Nhân dân Trung Hoa.
Tháng 12 năm 1982, Đại hội lần thứ năm của Đại hội đại biểu Nhân dân Toàn Quốc (Nhân đại Toàn Quốc)(tương đương Quốc hội) đã sửa đổi Hiến pháp quy định rằng Ủy ban Quân sự Nhà nước Trung ương lãnh đạo toàn bộ các lực lượng vũ trang của quốc gia. Chủ tịch của Ủy ban Quân sự Nhà nước Trung ương được bầu chọn và miễn nhiệm bởi Hội nghị toàn thể của Nhân đại Toàn Quốc trong khi các ủy viên thì do Ủy ban Thường vụ Nhân đại Toàn Quốc chọn ra. Tuy nhiên, Quân ủy Trung ương thuộc Ban chấp hành Trung ương Đảng Cộng sản Trung Quốc vẫn là một cơ quan của Đảng, trực tiếp lãnh đạo quân đội và các lực lượng vũ trang khác. Trên thực tế, Quân ủy Trung ương Đảng sau khi hiệp thương với các bên, đề cử các ủy viên Ủy ban Quân sự Trung ương Nhà nước để khi những người này thông qua các thủ tục pháp lý bầu cử có thể được Nhân đại Toàn Quốc bầu vào Ủy ban Quân sự Trung ương Nhà nước. Điều đó có nghĩa Quân ủy Trung ương thuộc Ban Chấp hành Trung ương Đảng và Ủy ban Quân sự Trung ương của Nhà nước là một nhóm và một tổ chức. Tuy nhiên, nhìn bề ngoài theo tổ chức thì hai Ủy ban này trực thuộc hai hệ thống khác nhau - hệ thống Đảng và hệ thống Nhà nước.
Do đó, các lực lượng vũ trang nằm dưới sự lãnh đạo tuyệt đối của Đảng Cộng sản và cũng như thế đối với các lực lượng vũ trang của Nhà nước. Chế độ lãnh đạo chung này phản ánh xuất thân của Giải phóng quân Trung Quốc là một nhánh quân sự của Đảng và chỉ thành quân đội Nhà nước sau khi Cộng hòa Nhân dân Trung Hoa được thành lập năm 1949.
Theo lệ thường, chủ tịch và phó chủ tịch của Ủy ban Quân sự Trung ương là các ủy viên dân sự của Đảng Cộng sản Trung Quốc nhưng những người này không nhất thiết là những người đứng đầu của chính quyền dân sự. Cả Giang Trạch Dân và Đặng Tiểu Bình nắm giữ cương vị này ngay cả sau khi họ đã thôi giữ chức trong bộ máy Nhà nước và Chính phủ. Tất cả các ủy viên khác của Ủy ban Quân sự Trung ương đều sĩ quan đương nhiệm. Bộ trưởng Quốc phòng Cộng hòa Nhân dân Trung Hoa không phải là người đứng đầu quân đội và thường chỉ là phó chủ tịch của Ủy ban Quân sự Trung ương.
Chế độ quân đội Nhà nước kế thừa và duy trì nguyên tắc lãnh đạo tuyệt đối của Đảng Cộng sản đối với các lực lượng vũ trang nhân dân. Đảng và Nhà nước cùng lập nên Ủy ban Quân sự Trung ương để thực hiện sự lãnh đạo quân sự tối cao đối với các lực lượng vũ trang. Hiến pháp năm 1954 của Cộng hòa Nhân dân Trung Hoa quy định rằng Chủ tịch nước thống soái các lực lượng vũ trang và quy định Chủ tịch nước là Chủ tịch Hội đồng Quốc phòng (Hội đồng Quốc phòng là một cơ quan cố vấn, không lãnh đạo các lực lượng vũ trang). Ngày 28 tháng 9 năm 1954, Ủy ban Trung ương Đảng Cộng sản Trung Quốc thiết lập lại Ủy ban Quân sự Trung ương làm lãnh đạo Giải phóng quân Nhân dân Trung Quốc và các lực lượng vũ trang nhân dân. Kể từ đó trở đi, chế độ lãnh đạo chung giữa Đảng và Nhà nước đối với quân đội đã được thiết lập. Ủy ban Trung ương Đảng Cộng sản Trung Quốc lãnh đạo mọi công việc quân đội. Chủ tịch nước thống soái các lực lượng quân đội nhà nước và phát triển các lực lượng quân đội do Quốc vụ viện quản lý.
Để đảm bảo quyền lãnh đạo tuyệt đối của Đảng Cộng sản đối với quân đội, mỗi cấp ủy đảng trong các lực lượng quân sự thực hiện nguyên tắc tập trung dân chủ, các đơn vị và ban cấp trên xây dựng bộ máy chính uỷ và đảm bảo rằng các tổ chức cấp dưới hoạt động đồng nhất.

### Kỳ hạn quân dịch

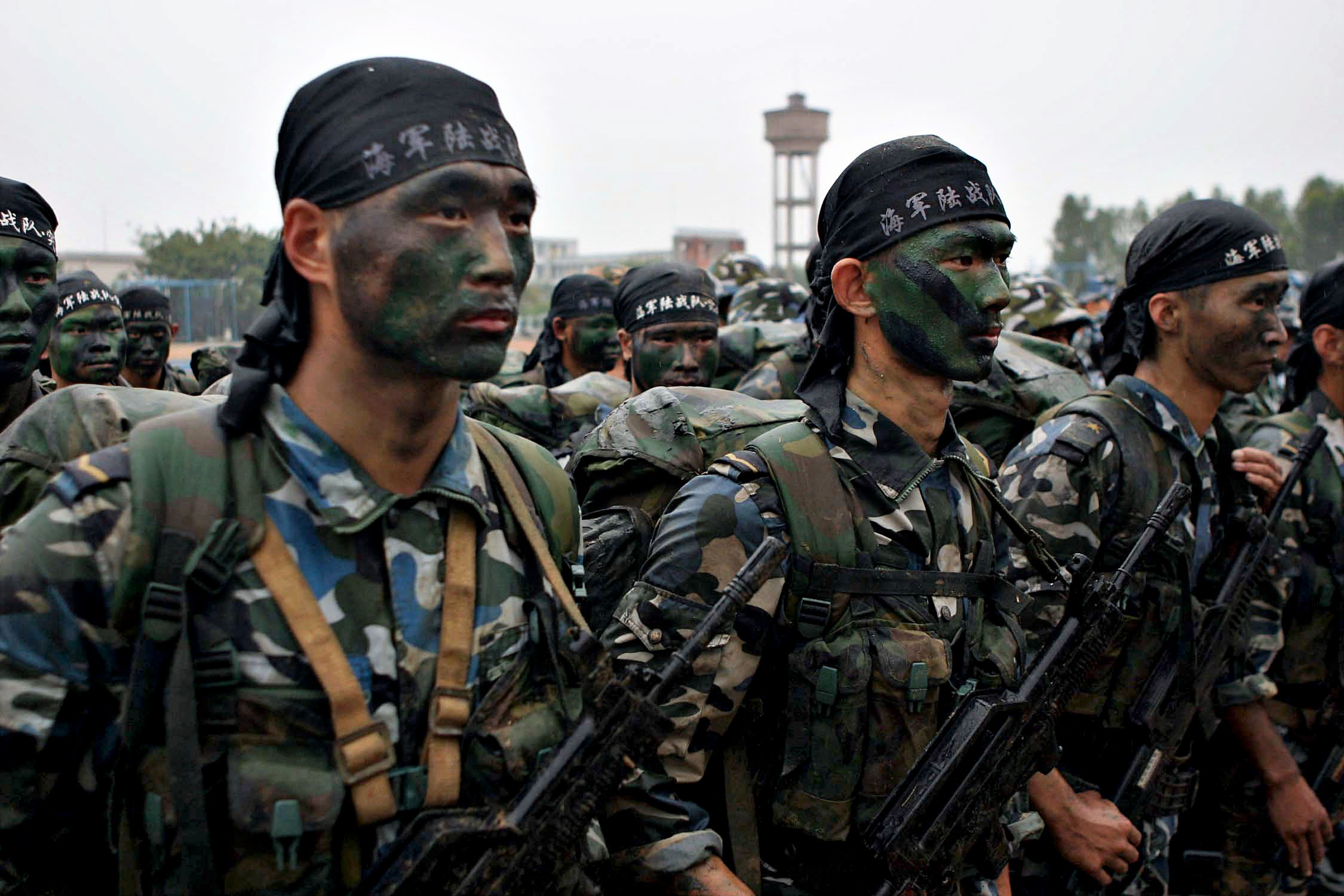
Các binh sĩ thuộc Đội Hải quân lục chiến Quân Giải phóng Nhân dân Trung Quốc

Về mặt lý thuyết thì tất cả công dân của CHNDTH có trách nhiệm phải đi nghĩa vụ quân sự. Tuy nhiên trong thực tế, việc thi hành nghĩa vụ quân sự với QĐGPNDTH lại là tự nguyện; tất cả công dân 18 tuổi đều phải đăng ký với nhà cầm quyền, tương tự như Hệ thống tuyển quân của Hoa Kỳ. Trừ một ngoại lệ dành cho các tân sinh viên đại học (cả nam và nữ), là phải tham gia đợt tập huấn quân sự (thường kéo dài một tuần hoặc hơn) trước khi bắt đầu học đại học hoặc sau đó một năm. Thời hạn phục vụ trong lục quân là 36 tháng, trong không quân và hải quân là 48 tháng, trong lực lượng tên lửa chiến lược không ấn định thời hạn.

## Lịch sử tác chiến

### Các sự kiện và các cuộc chiến lớn

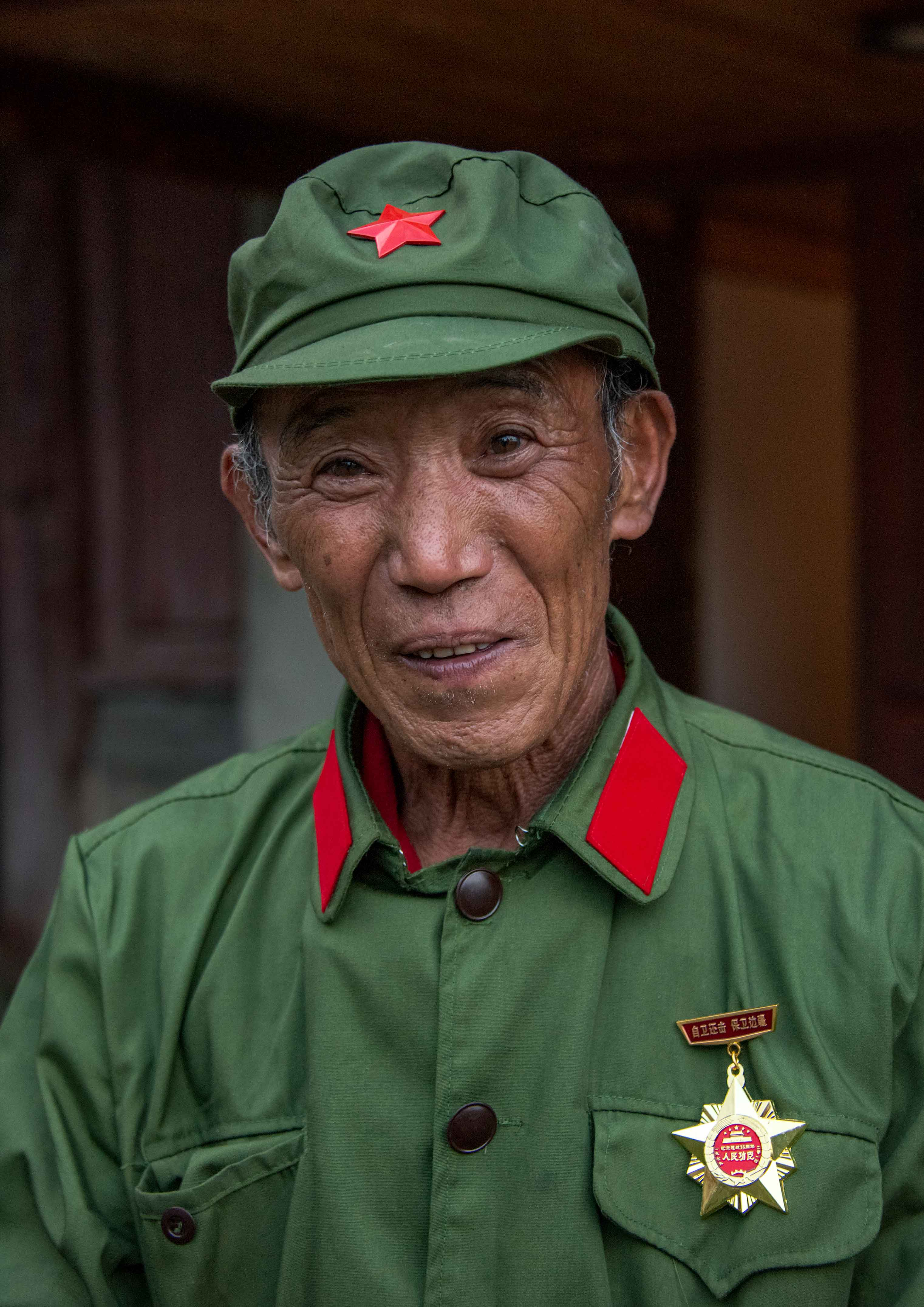
Một cựu chiến binh trong cuộc chiến với Việt Nam

- 1931 đến 1945: Chiến tranh thế giới thứ 2 chống Đế quốc-phát xít Nhật, với tên gọi là Bát Lộ Quân
- 1945 đến 1950: Quốc Cộng nội chiến chống lại các lực lượng của Quốc Dân Đảng; thiết lập quyền kiểm soát ở Tây Tạng
- 1950 đến 1953: Chiến tranh Triều Tiên (Dưới danh xưng chính thức là Chí nguyện quân Nhân dân Trung Quốc, dù đội quân này là gồm quân chính quy của Quân Giải phóng Nhân dân Trung Quốc).
- Tháng 8 năm 1954 đến tháng 5 năm 1958: Khủng hoảng Eo biển Đài Loan tại đảo Kim Môn và đảo Mã Tổ.
- Tháng 10 năm 1962 đến tháng 11 năm 1962: Chiến tranh Trung-Ấn
- 1966 đến 1976: Đại Cách mạng Văn hóa Vô sản
- 1967: Giao tranh biên giới với Ấn Độ
- 1969 đến 1978: Xung đột biên giới Trung-Xô
- 1974: Hải chiến Hoàng Sa 1974
- 1979: Chiến tranh biên giới Việt-Trung, 1979
- 1988: Hải chiến Trường Sa 1988
- 1981 - 1991: Giao tranh biên giới với Việt Nam

## Tổ chức

### Trước năm 2016
Trước năm 2016, các cấp tổng cục của Quân Giải phóng Nhân dân Trung Quốc bao gồm: Bộ Tổng Tham mưu, Tổng cục Chính trị, Tổng cục Hậu cần, Tổng cục Trang bị và Tổng cục Tình báo. Tổng cục Chính trị duy trì một hệ thống các chính ủy, đảm bảo sự trung thành với đảng và chính quyền dân sự. Ủy ban Quân sự Trung ương thực hiện quyền lãnh đạo quân đội ở cả Hải, Lục, Không quân và Tên lửa Đạn đạo Chiến lược (Nhị pháo, 二炮) thông qua bốn quân chủng. Ngoại trừ quân chủng Tên lửa Đạn đạo Chiến lược thuộc sự lãnh đạo trực tiếp của Ủy ban Quân sự Trung ương; trong một quân khu, các đơn vị thuộc 3 quân chủng đầu phối hợp với nhau trong hiệp đồng tác chiến dưới sự chỉ huy thống nhất của quân khu đó. Các đơn vị Lục quân thuộc sự chỉ đạo của quân khu đó. Các đội Hải quân và Không quân thuộc sự lãnh đạo chung của quân khu và của quân chủng mình (ngành dọc).

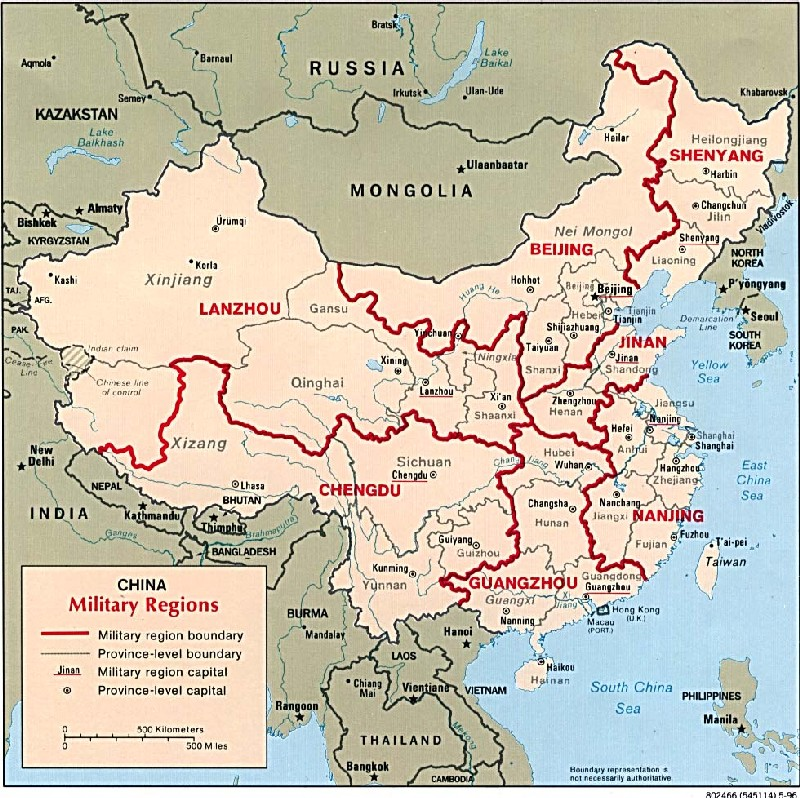
Địa bàn các quân khu Trung Quốc trước 2016

Ở hệ thống quân khu, toàn quốc được chia thành 7 đại quân khu gồm Thẩm Dương, Bắc Kinh, Nam Kinh, Tế Nam, Thành Đô, Quảng Châu, Lan Châu. Đứng đầu mỗi quân khu gồm Tư lệnh và Chính ủy mang quân hàm từ Trung tướng đến Thượng tướng.

### Sau năm 2016
Từ ngày 11 tháng 1 năm 2016, tổ chức lãnh đạo của Quân đội Giải phóng Nhân dân Trung Quốc được cải tổ lại. Đối với Quân ủy Trung ương, vẫn giữ cơ cấu như hiện nay (gồm: Chủ tịch, 2 Phó Chủ tịch và 8 ủy viên). Chủ tịch Quân ủy Trung ương có quyền chỉ huy tối cao và tuyệt đối, thông qua Bộ Tham mưu Liên hợp - cơ quan chỉ huy tác chiến của 5 chiến khu, 5 quân chủng thực hiện nhiệm vụ tác chiến liên hợp và xây dựng lực lượng. Tuy nhiên, thay đổi lớn nhất trong Quân ủy Trung ương là 4 cơ quan trực thuộc trước đây, gồm: Bộ Tổng Tham mưu, Tổng cục Chính trị, Tổng cục Hậu cần và Tổng cục Trang bị được cơ cấu lại thành 15 đơn vị trực thuộc Quân ủy trung ương, bao gồm 7 cục/văn phòng, 3 ủy ban, 5 cơ quan trực thuộcː

##### Khối Cơ quan trực thuộc Quân ủy
1. Văn phòng Quân ủy Trung ương
2. Bộ Tham mưu liên hợp
3. Bộ Công tác Chính trị
4. Bộ Bảo đảm Hậu cần
5. Bộ Phát triển Trang bị
6. Bộ Quản lý Huấn luyện
7. Bộ Động viên Quốc phòng
8. Ủy ban Kiểm tra kỷ luật
9. Ủy ban Chính trị và Pháp luật
10. Ủy ban Khoa học kỹ thuật và công nghệ
11. Văn phòng Quy hoạch chiến lược
12. Văn phòng Cải cách và Biên chế
13. Văn phòng Hợp tác Quân sự Quốc tế
14. Sở Kiểm toán
15. Tổng cục Quản lý các cơ quan Quân ủy

##### Khối Quân chủng
- Quân chủng Lục quân[15]
- Quân chủng Hải quân[15]
- Quân chủng Không quân[15]
- Lực lượng Tên lửa Chiến lược[15]
- Lực lượng Chi viện Chiến lược[15]
- Lực lượng Hậu cần Chiến lược
- Lực lượng Cảnh sát Vũ trang

##### Khối Chiến khu

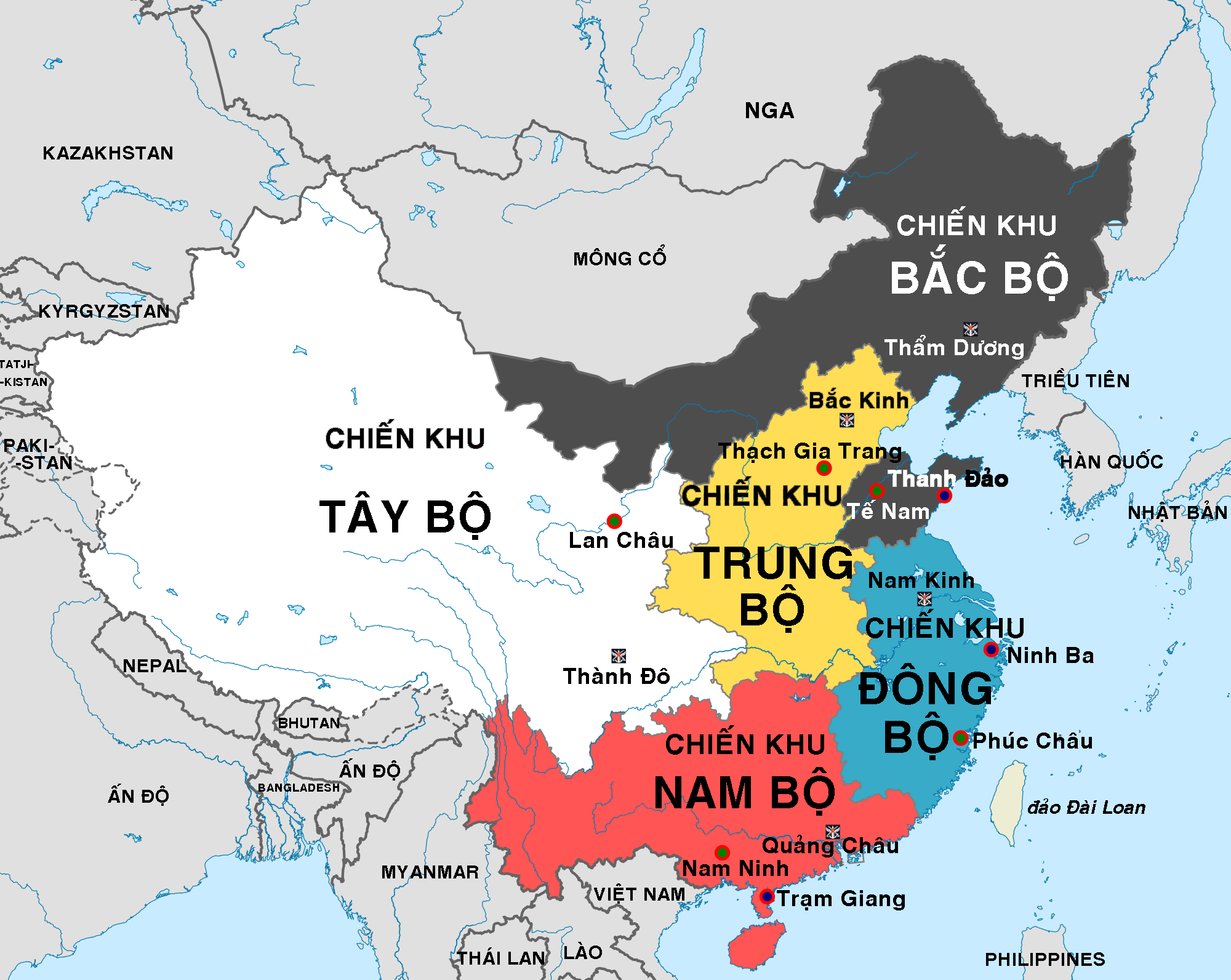
Địa bàn các quân khu Trung Quốc sau 2016.

- Chiến khu Đông bộ địa bàn gồm 6 tỉnh thành và đặc khu, gồm Giang Tô, Chiết Giang, Thượng Hải, Phúc Kiến, An Huy và Giang Tây. Bộ tư lệnh đặt tại Nam Kinh.[15][20][21]
- Chiến khu Nam bộ địa bàn gồm 8 tỉnh thành và đặc khu, gồm Quảng Đông, Quảng Tây, Hồ Nam, Hải Nam, Vân Nam, Quý Châu, Hương Cảng và Áo Môn. Bộ tư lệnh đặt tại Quảng Châu.[15][20][21]
- Chiến khu Tây bộ địa bàn gồm 7 tỉnh thành và đặc khu, gồm Tứ Xuyên, Tây Tạng, Cam Túc, Ninh Hạ, Thanh Hải, Tân Cương và Trùng Khánh. Bộ tư lệnh đặt tại Thành Đô.[15][20][21]
- Chiến khu Bắc bộ địa bàn gồm 5 tỉnh thành và đặc khu, gồm Hắc Long Giang, Cát Lâm, Liêu Ninh, Nội Mông và Sơn Đông. Bộ tư lệnh đặt tại Thẩm Dương.[15][20][21]
- Chiến khu Trung ương địa bàn gồm 7 tỉnh thành và đặc khu, gồm Bắc Kinh, Thiên Tân, Hà Bắc, Sơn Tây, Hà Nam, Thiểm Tây và Hồ Bắc. Bộ tư lệnh đặt tại Bắc Kinh.[15][20][21]

#### Khối Đại học và Viện Hàn lâm
- Đại học Quốc phòng Trung Quốc
- Viện Hàn lâm Khoa học Quân sự Trung Quốc
- Trường Đại học Công nghệ Quốc phòng Trung Quốc[22]

## Sơ đồ cơ cấu tổ chức Quân ủy Trung ương Trung Quốc

Sơ đồ cơ cấu tổ chức Quân ủy Trung ương Trung Quốc - Quân Giải phóng Nhân dân Trung Quốc năm 2023

## Trang bị

### Lục quân
Thời kỳ đỉnh điểm khoảng những năm 1980-1990, PLA có khoảng 10.000 xe tăng, sau đó giảm dần, đến khoảng năm 2010 - 2020 thì còn khoảng 7.000-8.000 xe tăng. Số xe tăng Trung Quốc đời cũ sản xuất theo mẫu xe tăng Liên Xô T-54A (Type 59 và Type 69) dần bị loại bỏ, nhưng vẫn chiếm 1/2 tổng số xe tăng trong giai đoạn này.
Đồng thời với việc cho nghỉ hưu các xe tăng loại cũ Type-59/69, thay thế bằng xe tăng thế hệ ba như Type 88, Type 96 và Type 99, PLA cũng nâng cấp số xe tăng Type-59/69 còn lại với những công nghệ mới, bao gồm hệ thống liên lạc và kiểm soát hỏa lực cải tiến, thiết bị nhìn đêm, giáp ERA, động cơ được nâng cấp, và hỏa tiễn chống tăng bắn bằng pháo chính, khiến cho chúng có thể tiếp tục phục vụ như các giàn hỏa lực cơ động. Loại xe tăng mới nhất là Xe tăng chủ lực kiểu 99, bắt đầu phục vụ từ năm 2001.
PLA cũng có chừng 2.000 xe tăng hạng nhẹ, kể cả loại Type-62 hạng nhẹ và xe tăng lội nước Type-63, bắt đầu đưa vào sản xuất từ những năm 1960s. Loại Type-63 được nâng cấp đặc biệt với hỏa lực được máy tính hóa, trang bị tên lửa chống tăng (ATGM), thiết bị tác chiến đêm, hệ thống định vị bằng vệ tinh, và nâng cấp mã lực. Loại xe tăng hạng nhẹ kiểu mới là Type 15, bắt đầu sản xuất từ năm 2015.

### Vũ khí hóa học
Cộng hòa nhân dân Trung Hoa không phải là một thành viên của Nhóm Australia, một tổ chức được thành lập năm 1985 để theo dõi sự phát triển nhanh chóng của việc sử dụng hóa chất vào mục đích kép (dùng trong dân sự và quân sự) và để kết hợp việc quản lý mặt hàng hóa chất xuất khẩu cũng như các thiết bị được sử dụng trong ngành hóa học. Vào tháng tư 1997, PRC thông qua Quy ước vũ khí Hóa học (CWC) và trong tháng 9 năm 1997, Trung Quốc đã công bố một chỉ thị quản lý hàng xuất khẩu vũ khí hóa học mới.

### Hệ thống không gian vũ trụ
PLA đang triển khai một số chương trình không gian tạo cơ sở cho việc sử dụng hệ thống này vào mục đích quân sự bao gồm:
- Các vệ tinh thăm dò khí tượng loại ZiYan,[23] xác định (mục tiêu) quân sự loại JianBing
- Những vệ tinh khẩu độ tổng hợp (SAR) như loại JianBing-5
- Mạng vệ tinh dẫn đường loại BeiDou (Bắc Đẩu-1 và Bắc Đẩu-2)
- Đảm bảo an toàn cho những vệ tinh thông tin loại FENGHUO-1.[24]
- Các vệ tinh do thám quân sự kiểu Yaogan-1, 2, 3, 4, 5, 6; Haiyang-1B; CBER-2 và CBR-2B.

Vào ngày 11 tháng Giêng, 2007 tại trung tâm vũ trụ Tây Xương, tỉnh Tứ Xuyên, Trung Quốc tiến hành thử nghiệm thành công một tên lửa chống vệ tinh.

### Tàu vũ trụ có người lái
Quân đội Nhân dân Trung Quốc chịu trách nhiệm đối với Chương trình Bay vào không gian có người lái của Trung Quốc. Đến này, tất cả các taikonautđã được tuyển chọn trong số Không quân Quân đội Nhân dân Trung Quốc. Trung Quốc đã trở thành quốc gia thứ 3 duy nhất đưa người vào vũ trụ bằng các trang thiết bị do mình chế tạo với chuyến bay của trung tá Dương Lợi Vĩ trên tàu vũ trụ Thần Châu 5 vào ngày 15 tháng 10 năm 2003. Sau chuyến bay thành công, Dương Lợi Vĩ được phong cấp hàm đại tá.

## Kế hoạch thành lập hải quân xuyên đại dương
Theo nguồn tin từ các chuyên gia quân sự Nga (được Interfax-ABN trích dẫn), Hải quân Trung Quốc đang có kế hoạch thành lập 2 hạm đội xuyên đại dương hùng mạnh trước năm 2050 với tên gọi: Kế hoạch Con rồng đỏ (Xích long). Hạm đội này có thể triển khai tác chiến ở bất kỳ khu vực nào trên Thái Bình Dương. Trung Quốc cũng có kế hoạch hiện đại hóa các "hạm đội nước vàng" (hạm đội ven bờ) của họ thành "hạm đội nước sâu" (hạm đội biển khơi) trước năm 2020 với 2 nhiệm vụ "Mạch đảo" nhiệm vụ kiểm soát đến các tuyến chiến lược:
- Mạch đảo thứ nhất: phía Bắc đến Vladivostok (Nga), Hokkaido (bắc Nhật Bản), Nampo (thuộc Hàn Quốc), Ryuku (Trung Quốc gọi là Lưu Câu Kiều, quần đảo Điếu Ngư Đài (Trung Quốc đang tranh chấp với Nhật Bản), Quần đảo Nansi (Nam Sa, tức quần đảo Trường Sa theo cach gọi của Việt Nam), quần đảo Philippines; các vùng biển Hoàng hải, Đông Hải (tức biển Hoa Đông), Nam Hải (tức Biển Đông) đến eo biển Malacca (Singapore) và quần đảo Indonesia. Trọng điểm của giai đoạn "Mạch đảo thứ nhất" là Biển Đông (Trung Quốc gọi là biển Nam Trung Hoa)
- Mạch đảo thứ hai: phía Bắc đến quần đảo Aleutians (Hoa Kỳ), qua các vùng đảo Kuril (quần đảo đang có sự tranh chấp Nga-Nhật), Mariana, Carolina (thuộc Mỹ) và New Guinea (Bắc Australia). Trọng điểm của giao đoạn "Mạch đảo thứ hai"" là khống chế Hawaii và bờ Tây nước Mỹ.
Kế hoạch này còn bao gồm các hoạt động bảo vệ lợi ích của Trung Quốc (bằng sức mạnh) đối với các ngồn tài nguyên thiên nhiên trên biền, trong lòng biển và dưới đáy đại dương mà Trung Quốc cho là thuộc chủ quyền của họ cũng như việc đảm bảo an ninh của ngành vận tải đường biển Trung Quốc.
Cùng với việc hiện đại hóa các hạm tàu, Trung Quốc cũng chú trọng phát triển không quân của hải quân và lực lượng lính thủy đánh bộ. Trung Quốc đã hạ thủy tàu sân bay tự đóng vào năm 2019 (do việc họ không tranh được với Ấn Độ hợp đồng mua tàu sân bay Admiral Goskov của Nga); nâng cấp, cải tiến các máy bay SU-30MK và J-10 thành máy bay dùng cho hàng không mẫu hạm; phát triển chế tạo các loại tàu đổ bộ cỡ lớn hoặc mua các tàu này từ Đông Âu (Ucraina đã nhận đơn đặt hàng đóng cho Trung Quốc 12 tàu loại này).
Dự kiến các hạm đội xuyên đại dương của Trung Quốc sẽ được biên chế, trang bị 2 tàu sân bay (mỗi tàu có khả năng đảm bảo hoạt động cho 45 đến 50 máy bay chiến đấu của hải quân), 1 tàu ngầm nguyên tử chiến lược, 4 tàu ngầm nguyên tử đa chức năng, 12 tàu ngầm diezel-điện, 29 tàu tuần dương, 49 tàu khu trục, 234 tàu tuần tiễu trang bị tên lửa, 15 tàu phóng lôi, 48 tàu quét mìn, 120 tàu, cano, xuồng đổ bộ các loại.

## Ngân sách quốc phòng Trung Quốc
Theo Trung Quốc công bố chính thức thì ngân sách quốc phòng của nước này trong một số năm gần đây như sau: năm 2000 là 13 tỷ USD, năm 2007 là 52 tỷ USD, năm 2008 là 61 tỷ USD, năm 2009 là 70,27 tỷ USD, năm 2013 là hơn 100 tỷ USD, đến năm 2019 đã là hơn 200 tỷ USD. Tuy nhiên, Mỹ, Nhật Bản và một số nước phương Tây cho rằng những con số đó rất thấp so với thực tế. Theo phía Mỹ, ngân sách quốc phòng Trung Quốc năm 2008 có thể đạt đến 122 tỷ USD vì chỉ riêng việc trang bị động cơ mới cho toàn bộ 273 chiếc SU-27, SU-30MK và J-11 (loại máy bay sao chép từ SU-27) đã tiêu tốn không dưới 2 tỷ USD. Phía Trung Quốc cho rằng, nguy cơ quân sự từ phía họ đã bị phương Tây thổi phồng.

## Cương lĩnh quân sự của Trung Quốc thời đại mới

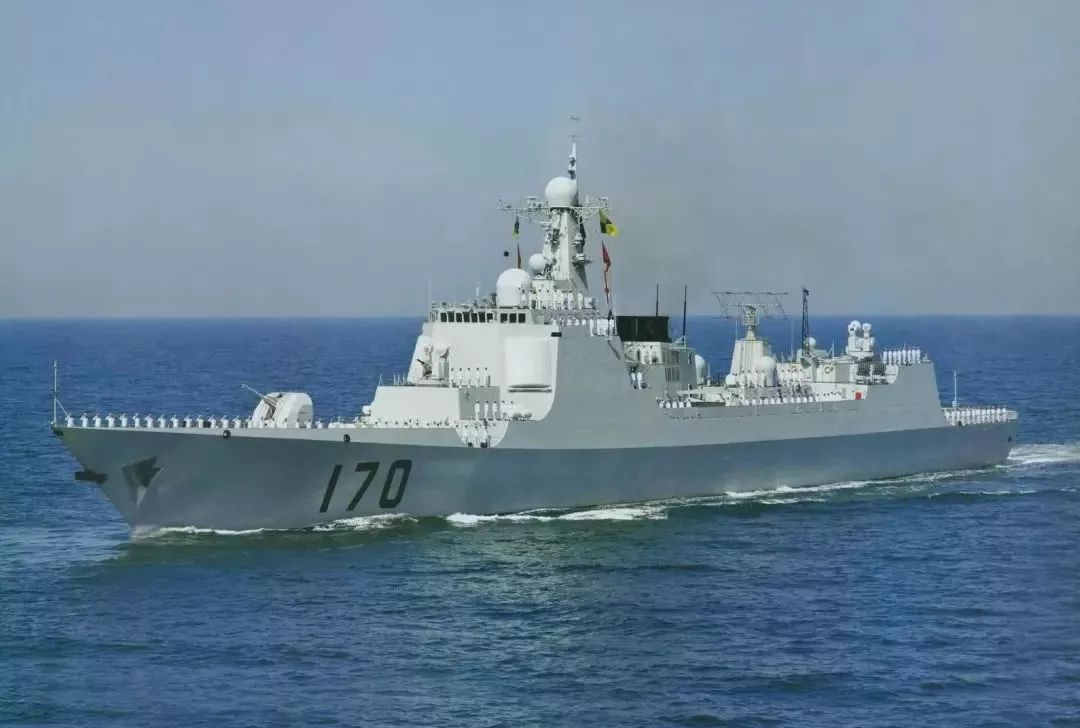
Lanzhou (DDG170) là một khu trục hạm Type 052C destroyer của PLAN

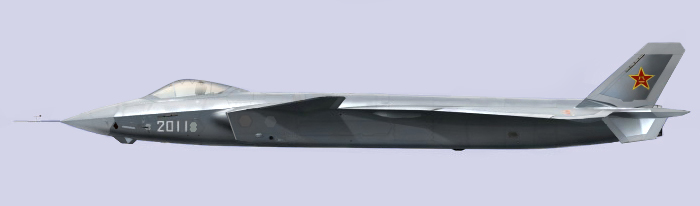
Một tiêm kích thế hệ 5 Chengdu J-20 đang được phát triển cho PLAAF.

### Về đổi mới và hiện đại hóa quân đội
Trọng tâm là cơ cấu lại các lực lượng theo hướng giảm biên chế quân số, tăng cường chất lượng, triệt để áp dụng các biện pháp cơ giới hóa, tự động hóa, tin học hóa các loại vũ khí thông thường; cải tiến cơ cấu hành chính quân sự, biên chế tổ chức và bố trí, phân phối binh lực hợp lý. Tập trung hoàn thiện khả năng đánh thắng các cuộc chiến tranh cục bộ trong điều kiện ứng dụng công nghệ cao và vũ khí thông minh.

### Chương trình hành động
Đến năm 2020, đạt mục tiêu phát triển bộ máy quân sự có trình độ tiên tiến, có khả năng tiến hành các hoạt động tác chiến có quy mô châu lục, cách biên giới quốc gia (của Trung Quốc) từ 3.000 đến 10.000 km. Kết hợp tự lực phát triển hệ thống vũ khí, trang bị với việc mua sắm từ nước ngoài; chú trọng phát triển hiện đại hóa các hệ thống vũ khí phòng không, vũ khí chống tàu ngầm và tàu nổi; phát triển hệ thống vũ khí chống vệ tinh, phóng thêm các loại vệ tinh phục vụ chỉ huy quân sự, định vị, dẫn đường và vệ tinh do thám tín hiệu, do thám hình ảnh; phát triển lực lượng tên lửa đạn đạo mang nhiều đầu đạn hạt nhân và tên lửa, bom hạt nhân chiến thuật. Phát triển lực lượng kinh tế - quân sự, lấy lực lượng tài chính-ngân hàng quân sự để có nguồn thu lớn bù đắp cho chi phí quân sự ngay cả trong thời gian đang có chiến tranh cục bộ.

### Chiến lược hành động
Phương sách xuyên suốt áp dụng cho cả thời bình và thời chiến là phản công quyết liệt, không bị hạn chế bởi không gian và thời gian. Triệt để tận dụng các cơ hội và điều kiện thuận lợi để tấn công, khi tấn công thì không đặt vấn đề biên giới quốc gia và vùng lãnh thổ. Tập trung hỏa lực vào những điểm trọng yếu của đối phương; triển khai cùng lúc các hoạt động phòng thủ và tấn công, không chờ phòng thủ xong mới tấn công. Thực hành tấn công trả đũa ngay sau khi bị tấn công với thời hạn nhanh nhất. Nhất thiết chỉ sử dụng lực lượng của chính mình để tấn công đối phương.
Phối hợp chặt chẽ hoạt động quân sự với hoạt động ngoại giao để chủ động chấm dứt chiến sự trên thế mạnh, thế có lợi.
Phối hợp các hoạt động quân sự với hoat động kinh tế quân đội. Triệt để lợi dụng sự rối loạn trên thị trường tài chính, tiền tệ quốc tế do việc chủ động phát động chiến sự gây ra để tổ chức các hoạt động buôn bán, môi giới tài chính, ngân hàng, thu lợi nhuận cho quân đội.

### Chiến lược phát triển hải quân
(xem Kế hoạch thành lập hạm đội xuyên đại dương của Trung Quốc)

## Hệ thống cấp bậc

### Hệ thống quân hàm 1955
Từ khi thành lập cho đến trước 1955, Giải phóng quân nhân dân Trung Quốc không duy trì hệ thống quân hàm, vốn được cho là sản phẩm của thế giới tư bản, không phù hợp với Quân đội công nông. Trong chiến tranh Triều Tiên, nhiều bất cập nảy sinh, chính quyền Trung Quốc nhận thấy rõ sự cần thiết phải áp dụng một hệ thống quân hàm trong Quân đội. Năm 1955, Hệ thống quân hàm Giải phóng quân nhân dân Trung Quốc đầu tiên được chính thức ra đời, hệ thống này được xem là chịu nhiều ảnh hưởng của Quân đội Liên Xô.

#### Sĩ Quan
- Nguyên soái
  - Đại Nguyên soái (không ai được phong)
  - Nguyên soái (10 người được phong)
- Tướng quan
  - Đại tướng (10 người được phong)
  - Thượng tướng (57 người được phong)
  - Trung tướng
  - Thiếu tướng
- Hiệu quan 
  - Đại hiệu
  - Thượng hiệu
  - Trung hiệu
  - Thiếu hiệu
- Uý quan
  - Đại úy
  - Thượng úy
  - Trung úy
  - Thiếu úy

#### Hạ sĩ quan
- Thượng sĩ
- Trung sĩ
- Hạ sĩ

#### Binh sĩ
- Thượng đẳng binh
- Liệt binh

Hệ thống này đến khi Cách mạng văn hóa nổ ra thì bãi bỏ.

### Hệ thống quân hàm hiện tại
Hệ thống quân hàm Giải phóng quân nhân dân Trung Quốc hiện nay được xây dựng và áp dụng từ năm 1988 trên cơ sở đoạn tuyệt với hệ thống cấp bậc cũ đặt ra năm 1955, gồm các cấp:

#### Sĩ Quan
- Tướng quan
  - Thượng tướng
  - Trung tướng
  - Thiếu tướng
- Hiệu quan 
  - Đại hiệu (đại tá)
  - Thượng hiệu (thượng tá)
  - Trung hiệu (trung tá)
  - Thiếu hiệu (thiếu tá)
- Uý quan
  - Thượng úy
  - Trung úy
  - Thiếu úy

#### Hạ sĩ quan
- Cao cấp
  - Nhất cấp Quân sĩ trưởng
  - Nhị cấp Quân sĩ trưởng
  - Tam cấp Quân sĩ trưởng
- Trung cấp
  - Tứ cấp Quân sĩ trưởng
  - Thượng sĩ
- Sơ cấp
  - Trung sĩ
  - Hạ sĩ

#### Binh sĩ
- Thượng đẳng binh
- Liệt binh

### Quy định về tương quan chức vụ và quân hàm
- Chủ tịch Quân uỷ Trung ương (thường do Tổng bí thư kiêm nhiệm): không cấp quân hàm.
- Phó Chủ tịch Quân uỷ Trung ương: Thượng tướng.
- Ủy viên Quân uỷ Trung ương: Thượng tướng.
- Tư lệnh Đại quân khu: Thượng tướng hoặc Trung tướng
- Phó Tư lệnh Đại quân khu: Trung tướng hoặc Thiếu tướng
- Tư lệnh Quân đoàn: Thiếu tướng hoặc Trung tướng.
- Phó Tư lệnh Quân đoàn:Thiếu tướng hoặc Đại hiệu.
- Sư đoàn trưởng: Đại hiệu hoặc Thiếu tướng.
- Lữ đoàn trưởng (Sư đoàn phó): Thượng hiệu hoặc Đại hiệu.
- Trung đoàn trưởng (Lữ đoàn phó): Thượng hiệu hoặc Trung hiệu.
- Trung đoàn phó: Trung hiệu hoặc Thiếu hiệu.
- Tiểu đoàn trưởng: Thiếu hiệu hoặc Trung hiệu.
- Tiểu đoàn phó: Thượng úy hoặc Thiếu hiệu.
- Đại đội trưởng: Thượng úy hoặc Trung úy.
- Đại đội phó: Trung úy hoặc Thượng úy.
- Trung đội trưởng: Thiếu úy hoặc Trung úy.

Các chức vụ không được nêu sẽ được đối chiếu xem tương đương với chức vụ nào ở trên để áp dụng quân hàm phù hợp. Chính ủy, phó chính ủy một đơn vị sẽ áp dụng quân hàm y như với chỉ huy trưởng, chỉ huy phó của đơn vị đó.